# Pozem

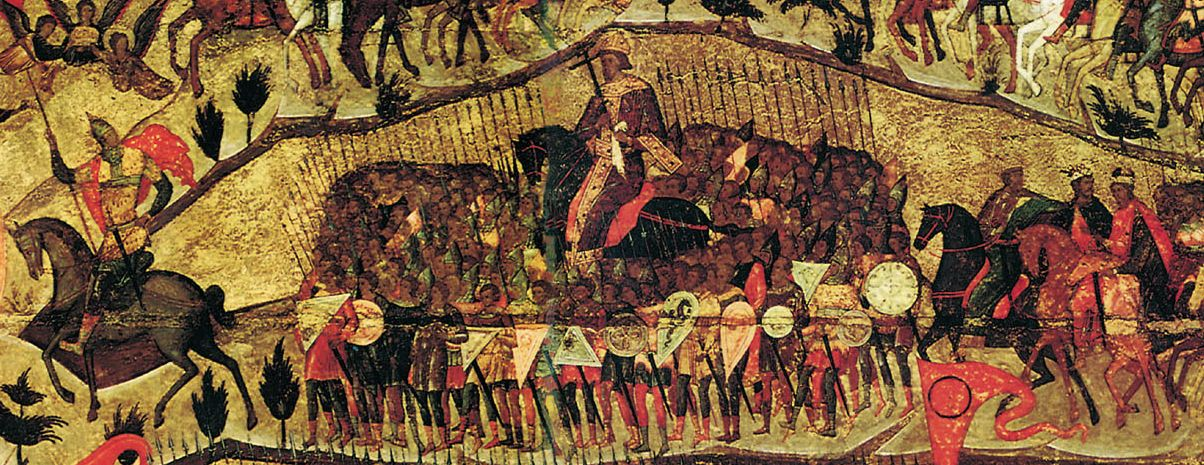
Pozem sous forme de monticules sur l'icône « Gloire aux guerriers du Roi des cieux »

Le pozem (en russe : позeм) est un terme d'iconographie qui désigne le sol, la terre représentée dans la partie le plus souvent inférieure des icônes. Habituellement sous la forme d'une bande de couleur brune ou verte. Il est peint directement sur le fond de la doska pour donner une assise à une scène, si un sol est nécessaire à la scène représentée. 
Sur les icônes du XIIIe siècle et du début du XIVe siècle le pozem est peint habituellement en des tons brun-verdâtre. Il permet de représenter la «perspective» suivant les lois du genre pour les icônes en peignant de tons plus clairs ou plus foncés ces monticules de terre suivant l'endroit où ils prennent place dans l'icône. Durant la même période le pozem est souvent représenté aussi sous forme de treillis de plantes formant litière. Elles sont alors appelées en russe « joukami ». Dans les icônes plus récentes le pozem est représenté de manière plus réaliste. 
Quand il est représenté sous forme d'ornements floraux le pozem porte le nom de « tapis d'humus ».